# Haematopota completa
Haematopota completa är en tvåvingeart som först beskrevs av H. Oldroyd 1939.  Haematopota completa ingår i släktet Haematopota och familjen bromsar.
Artens utbredningsområde är Uganda. Inga underarter finns listade i Catalogue of Life.